# 합천 중촌리 적연선사 승탑
합천 중촌리 적연선사 승탑(陜川 中村里 寂然禪師 僧塔)은 대한민국 경상남도 합천군 가회면 중촌리에 있는 적연선사의 부도이다.
2000년 8월 31일 경상남도의 유형문화재 제360호 합천 적연선사 부도로 지정되었다가, 2018년 12월 20일 현재의 명칭으로 변경되었다.

## 개요
이 부도는 전체 평면이 팔각형인 팔각원당형(八角圓堂形) 부도로 탑의 옥신부(屋身部)와 상륜부(相輪部)가 없어지고 기단부(基壇部)와 옥개석(屋蓋石)만 남아 있다.
지대석은 방향이며 기단의 하대석은 각 면에 안상(眼象)을 조각하고 그 안에 사자문양을 부조(浮彫)하였으며. 위에는 운룡문(雲龍文)으로 장식하였다. 상대석은 두 겹으로 된 앙련(仰蓮)을 조각하여 옥신부를 받치도록 하였다. 기단 중대석에는 각 면에 문양을 양각하였으나 마멸되어 형태를 파악하기 어렵다. 옥개석은 추녀부분 끝을 살짝 들어 올려 경쾌한 느낌을 준다.
서울대학교 도서관에 탁본으로 남아 전하는 《적연국사자광탑비》(寂然國師慈光塔碑)의 비문에 의하면 1014년(고려 현종5) 6월에 적연선사(932-1014)가 83세로 입적하자 영암사의 서쪽 봉우리에 장사 지냈다고 한다. 이 부도가 서 있는 곳이 영암사의 서쪽에 해당하므로, 이 부도의 주인이 적연선사일 것으로 추정하고 있다.

## 참고 자료
- 합천 중촌리 적연선사 승탑 - 국가유산청 국가유산포털